# Dorfen (Altenmarkt an der Alz)
Dorfen ist ein Dorf der Gemeinde Altenmarkt an der Alz im oberbayerischen Landkreis Traunstein,  nordwestlich von Altenmarkt auf der Hochebene linksseits der Alz über dem Hang Blickenberg. 

## Geschichte
Auf dem Auerberg stand die im 11. Jahrhundert erstmals erwähnte Kirche St. Jakob und Ulrich, die im Zuge der Säkularisation abgebrochen wurde. 
Aus dem 12. Jahrhundert gibt es Hinweise auf mehrere Vertreter der Edelfreien von „Plinchinberc“ (Blickenberg).
Zur Obmannschaft Kirchberg im Landgericht Trostberg gehörten in der Mitte des 18. Jahrhunderts die Orte Angermühle, Berg, Dorfen, Hasenbichl, Irling, Kirchberg, Oberhilgen, Unterhilgen, Sankt Wolfgang und Thalham.

## Bevölkerungsentwicklung
| Jahr      | 1871 | 1925 | 1950 | 1970 | 1987 |
| Einwohner | 25   | 28   | 66   | 45   | 41   |

## Baudenkmäler
Siehe: Liste der Baudenkmäler in Dorfen